# Mikławš Jakubica
Mikławš Jakubica (též Miklawusch Jakubica či Nicolaus Jacubiky; † po roce 1548) byl dolnolužickosrbský spisovatel a překladatel; předpokládá se, že byl evangelickým duchovním.
Dne 1. srpna 1548 dokončil překlad Nového zákona do dolnolužické srbštiny. Překládal z Lutherova německého překladu. V překladu jsou patrné četné bohemismy.
O jeho životních osudech není prakticky nic známo, na základě lingvistického rozboru jeho jazyka se předpokládá, že působil v okolí Žárova, kde se do 17. století hovořilo lužickosrbsky. Bývá ztotožňován s několika duchovními obdobného jména.